# Costentalina elegans
Espèce
Costentalina elegans est une espèce de mollusques scaphopodes marins de l'ordre des Gadilida, du sous-ordre des Entalimorpha et de la famille des Entalinidae. C'est une espèce des abysses, vivant à des profondeurs allant de 5 100 à 5 800 m. Elle est trouvée autour de l'Australie et dans l'océan Indien.